# Ядвига Жаганьская
Ядви́га Жаганьская (чеш. Hedvika Zaháňská, пол. Jadwiga Żagańska; 1340-е — 27 марта 1390, Легница) — силезская княжна из глогувской линии династии Силезских Пястов, четвертая жена короля Польши Казимира III Великого (30 апреля 1310 — 5 ноября 1370), во втором браке жена князя Легницы Руперта I (27 марта 1347 — январь 1409).

## Биография
Ядвига была третьим ребёнком князя Жаганьского Генриха V Железного и Анны Мазовецкой, дочери князя Вацлава Плоцкого.

### Первый брак
Король Польши Казимир III Великий от своей первой жены Альдоны Литовской имел двоих дочерей — Елизавету и Кунегунду. Его второй брак с Аделаидой Гессенской был несчастливым и бездетным — супруги большую часть времени жили раздельно. В 1356 году Казимир шокировал европейский высший свет, объявив о расторжении брака с Аделаидой и женившись на своей любовнице Кристине Рокичане. Папа Иннокентий VI отказался признать развод и объявил Казимира двоеженцем.
Брак с Кристиной продлился до 1363 года, когда Казимир Великий вновь объявил себя свободным. Ему нужен был законнорожденный наследник, а сын, рожденный Кристиной, не имел шансов быть признанным таковым. В 1365 году король Польши решил жениться на силезской княжне Ядвиге Жаганьской, укрепив тем самым свое влияние в Силезии.
Свадьба 55-летнего Казимира с 15-летней Ядвигой Жаганьской 25 февраля 1365 года вызвала новый скандал, так как представляла собой двойное двоежёнство: к этому времени была жива и активно отстаивала свои права Аделаида Гессенская, была жива и Кристина Рокичана. Также Ядвига, как правнучка литовского великого князя Гедимина, была родственницей первой жены Казимира Альдоны. В этом браке, не признанном церковью, родились три дочери . 
Положение изменилось в 1368 году, когда папа Урбан V согласился признать развод Казимира и Аделаиды Гессенской. К этому времени уже умерла Кристина Рокичана и не оставалось преятствий для признания Ядвиги Жаганьской законной женой и королевой Польши, хотя факт признания этого брака законным до сих пор является предметом спора среди историков .
Ядвига родила Казимиру Великому трёх дочерей:
- Анна (1366 — 9 июня 1422), жена графа Вильгельм Целе (фон Цилли). Их единственная дочь Анна Цельская (Анна фон Цилли) стала второй женой польского короля и литовского великого князя Ягайло
- Кунегунда (1367 — 1370)
- Ядвига (1368 — ок. 1407).

Анна и Кунегунда были признаны законнорожденными папой Урбаном V 5 декабря 1369 года. Ядвигу узаконил его преемник Григорий XI 11 октября 1371 года.
После смерти Казимира Великого 5 ноября 1370 года и участия в коронации его преемника Людовика Великого Ядвига вернулась в Жаганьское княжество.

### Второй брак
10 февраля 1372 года Ядвига вступила во второй брак – с князем Легницким Рупертом I (27 марта 1347 — январь 1409). Супруги имели в браке двух дочерей:
- Барбара (1372/1384 — 9 мая 1436), муж с 6 марта 1396 года курфюрст Рудольф III Саксонский (ум. 1419)
- Агнешка (до 1385 — после 7 июля 1411), монахиня во Вроцлаве.

Ядвига умерла в Легнице 23 марта 1390 года и была похоронена в местной церкви Святого Иоанна Крестителя.